# محمد امین انصاری
محمد امین انصاری (زادهٔ ۱۸ شهریور ۱۳۷۱ در آبادان) عکاس ورزشی با سابقهٔ ایرانی است. او سابقهٔ حضور در رویدادهای مهم ورزشی جهان، از جمله جام جهانی فوتبال، جام ملت‌های آسیا، جام باشگاه‌های جهان و بسیاری دیگر از مسابقات بین‌المللی را در کارنامهٔ خود دارد.

## تحصیلات و فعالیت حرفه‌ای
محمد امین انصاری دیپلم خود را در آبادان دریافت کرد و فعالیت حرفه‌ای خود را از سال ۱۳۹۲ آغاز کرد. او به‌عنوان عکاس با رسانه‌ها و باشگاه‌های معتبر ورزشی همکاری داشته است، از جمله:
- عکاس باشگاه صنعت نفت آبادان
- عکاس خبرگزاری ایسنا
- عکاس خبرگزاری فارس
- عکاس خبرگزاری FOOTBALL 360
- عکاس آژانس 90 نیوز
- عکاس روزنامه جام جم

## دستاوردها
محمد امین انصاری با ثبت تصاویر منحصر‌به‌فرد، جوایز و افتخارات متعددی کسب کرده است. برخی از مهم‌ترین دستاوردهای او عبارتند از:
- انتخاب ۱۰ عکس برتر جهان و ۱ عکس برتر آسیا
- جام جهانی فیفا قطر ۲۰۲۲
- جام جهانی باشگاه‌های فیفا امارات ۲۰۲۱ (چلسی)
- فوتسال جام ملت‌های آسیا کویت ۲۰۲۲
- لیگ قهرمانان آسیا ۲۰۱۶/۲۰۱۷
- جام جهانی باشگاه‌های فیفا امارات ۲۰۱۷ (RMA)
- مسابقه جت‌اسکی جایزه بزرگ ابوظبی ۲۰۱۷
- فینال مسابقات قهرمانی جهان بدمینتون ۲۰۱۷
- چهاردهمین جشنواره فیلم دبی
- جام ملت‌های آسیا ۲۰۱۹ امارات
- لیگ قهرمانان آسیا ۲۰۲۰ قطر
- فینال لیگ قهرمانان اروپا ۲۰۲۳
- نوزدهمین بازی‌های آسیایی هانگژو ۲۰۲۲
- جام ملت‌های آسیا ۲۰۲۳ قطر